# Mikio Oda
Mikio Oda, född 30 mars 1905 i Hiroshima, död 2 december 1998 i Kamakura i Kanagawa, var en japansk friidrottare.
Oda blev olympisk mästare på tresteg vid olympiska sommarspelen 1928 i Amsterdam.